# Марюс Ямпольскіс
Марюс Ямпольскіс (лит. Marius Jampolskis; 16 серпня 1978, Каунас) — литовський актор і телеведучий.

## Біографія
Закінчив факультет театру і кіно Литовської академії музики і театру (2003), учень Владаса Багдонаса.
З 2005 року грає у Національному драматичному театрі Литви. Співпрацює, зокрема, з режисером Вітаутасом В. Ландсбергісом. У 2006 році виконав головну роль у виставі Саулюса Міколайтіса «Маленький принц» за однойменною казкою Антуана де Сент-Екзюпері.
Знімається також в кіно і на телебаченні. Відомий, зокрема, головною роллю в російському фільмі «Хоттабич» (2006).
Лауреат премії «Срібний журавель» 2008 року в номінації «найкращий актор».

## Фільмографія
| Рік  | Назва                        | Роль               | Примітки               |
| ---- | ---------------------------- | ------------------ | ---------------------- |
| 2003 | Доктор Джекілл і містер Хайд | Хлопець із зошитом | (телефільм)            |
| 2004 | Щури 2. Повернення           | Ян Бартмен         |                        |
| 2005 | Ліс богів                    | Охоронець          |                        |
| 2006 | Хоттабич                     | Гена               |                        |
| 2008 | Колекціонер                  | Редактор           |                        |
| 2009 | Хот дог                      | Адам               | Короткометражний фільм |
| 2012 | Зникаючі хвилі               | Лукас              |                        |

| Рік          | Назва               | Роль    | Примітки   |
| ------------ | ------------------- | ------- | ---------- |
| 2003         | P.O.W.              | POW #1  | 6 епізодів |
| 2008–дотепер | Жінки брешуть краще | Донатас |            |